# Ranonkelbij
De ranonkelbij (Chelostoma florisomne) is een vliesvleugelig insect dat vooral op boterbloemen vliegt. De soort nestelt hoofdzakelijk in houtwormgaten of rietstengels. Ze nestelen ook in glazen buisjes of kleiwanden. De celwanden worden opgebouwd met zand en leem, waaraan ook nectar wordt toegevoegd. Opmerkelijk is dat ze de gewoonte hebben om in de buitenste celwand ook kleine steentjes te verwerken. In de buurt van nesten kan men dikwijls de gewone knotswesp (Sapyga clavicornis) waarnemen. Deze nestparasiet of koekoekswesp legt haar eitjes in nog open nestcellen, als de moederbij weg is om stuifmeel te verzamelen.
In Nederland staat deze soort op de Rode lijst onder de categorie "kwetsbaar". De soort komt verspreid over Europa voor.